# Branko Grünbaum
Branko Grünbaum (Osijek, 12 ottobre 1929 – Seattle, 14 settembre 2018) è stato un matematico croato, conosciuto per aver pubblicato più di 200 articoli, specialmente nell'area della geometria discreta, dove è conosciuto per il suo contributo a molti teoremi di classificazione.